# Jeheon
Jeheon, född 1455, död 1482, var gift med kung Seongjong och Koreas drottning 1476-1479. Hon avsattes från sin ställning och avrättades för misshandel av kungen. Hon var mor till kung Yeonsangun.